# 阿爾梅里亞體育聯盟
阿爾梅里亞體育聯盟（西班牙語：Unión Deportiva Almería，一般稱為阿爾梅里亞）是一家位於西班牙南部安达卢西亚自治区沿海城市阿爾梅里亞的足球俱樂部，為西班牙足球乙级联赛的球隊之一，成立於1989年。球隊主場地中海運動會運動場可容納15,000人。
阿爾梅里亞於2006–07年西乙獲得第2名，因此得以重返西甲聯賽。2014–15賽季西班牙足球甲級聯賽，獲得第19位降班。

## 外部連結
- 阿爾梅里亞官方網站 （页面存档备份，存于） （西班牙文）